# Pfarrweisach
Pfarrweisach è un comune tedesco di  1 490 abitanti situato nel land della Baviera.